# Bridok (obwód czerniowiecki)
Bridok (ukr. Брідок) – wieś na Ukrainie, w obwodzie czerniowieckim, w rejonie czerniowieckim, nad Dniestrem. W 2001 roku liczyła 475 mieszkańców.